# Encefalita de căpușă
Encefalita de căpușă (TBE - tick-borne encephalitis) este o boală infecțioasă virală cauzată de câteva  virusuri din familia Flaviviridae, transmisă la om de la animale prin înțepătura unor căpușe.
Sunt descrise câteva forme de encefalită de căpușă: 
1. Encefalita de primăvară-vară sau encefalitei de est cauzată de virusul encefalitei de est, transmisă de căpușele Ixodes persulcatus, Ixodes ricinus, Dermacentor, Haemaphysalis,  răspândită  în  Siberia, Asia de Est.
2. Encefalita central europeană cauzată de virusul encefalitei central europene, transmisă de căpușa Ixodes ricinus,  răspândită  în  Europa Centrală și de Est.
3. Encefalita Louping-ill cauzată de virusul Louping-ill, transmisă de căpușele Ixodes ricinus și alte ixodide, răspândită  în  Anglia de Nord, Scoția, Irlanda.
4. Encefalita Powassan cauzată de virusul Powassan, transmisă de căpușele Ixodidae, Dermacentor andersoni și Dermacentor variabilis, răspândită  în Canada, SUA și Siberia.
5. Encefalita pădurii de Kyasanur cauzată de virusul pădurilor din Kyasanur transmisă de căpușa Haemaphysalis spinigera,  răspândită  în India.
6. Febra de Omsk cauzată de virusul febrei de Omsk,  transmisă de căpușele Dermacentor pictus și Dermacentor marginatus,  răspândită  în Siberia.

De asemenea, a se vedea: Vaccinul împotriva encefalitei transmise de căpușe